# 摩洛哥小男童墜井事件
2022年2月1日，5岁的摩洛哥男孩拉揚（阿拉伯语：‎  ) 玩耍時掉进了該國謝夫沙萬省的一口32米（105英尺）的干井內。由于井口狭窄，地基較脆弱，救援工作進展緩慢。男孩拉揚的安危引發摩洛哥全國關注。許多人聚集在井的附近，等候男孩的消息。2月5日，拉扬从井中被救出后送醫不久便宣告死亡。摩洛哥國王則致電慰問男孩父母。